# Сепульведа, Анхель
Анхель Бальтасар Сепульведа Санчес (исп. Angel Baltazar Sepúlveda Sánchez; 15 февраля 1991, Апацинган, Мексика) — мексиканский футболист, нападающий клуба «Крус Асуль». Выступал за сборную Мексики.

## Клубная карьера
Сепульведа — воспитанник клуба «Монаркас Морелия». 19 сентября 2010 года в матче против «Атланте» он дебютировал в мексиканской Примере, заменив во втором тайме Хосе Антонио Норьегу. 13 апреля 2011 года в поединке против «Чьпаса» Анхель забил свой первый гол за «Морелию». В 2012 году для получения игровой практики он на правах аренды перешёл в «Торос Неса». 1 сентября в матче против «Эстудиантес Текос» Сепульведа дебютировал за новую команду. 24 апреля 2013 года в поединке против Лобос БУАП он забил свой первый гол за «Торос Неса».
Летом того же года Сепульведа перешёл в «Атланте». 21 июля в матче против «Леона» он дебютировал за клуб из Канкуна. Спустя неделю в поединке против «Веракрус» Анхель забил свой первый гол за «Атланте».
Летом 2014 года Сепульведа присоединился к «Керетаро», после того, как его команда вылетела из элиты. 19 июля в матче против УНАМ Пумас он дебютировал за новую команду. В этом же поединке Анхель забил свой первый гол за «Керетаро». По итогам сезона Сепульведа помог клубу занять второе место в чемпионате. 2 марта 2016 года в матче Лиги чемпионов КОНКАКАФ против американского «Ди Си Юнайтед» он забил гол. Летом 2017 года Сепульведа вернулся в «Монаркас Морелия».

## Международная карьера
2 сентября 2016 года в матче отборочного турнира к чемпионату мира 2018 против сборной Сальвадора Сепульведа дебютировал в составе сборной Мексики. Он вышел в стартовом составе и забил гол, поединок завершился со счётом 3:1 в пользу мексиканцев.
В 2017 году Сепульведа стал бронзовым призёром Золотого кубка КОНКАКАФ. На турнире он сыграл в матчах против Сальвадора, Кюрасао, Гондураса и Ямайки. В поединке против курасаосцев Анхель забил гол.

### Голы за сборную Мексики
| #   | Дата            | Место                                       | Противник | Счёт | Результат | Соревнование                     |
| --- | --------------- | ------------------------------------------- | --------- | ---- | --------- | -------------------------------- |
| 01. | 3 сентября 2016 | Эстадио Кускутлан, Сан-Сальвадор, Сальвадор | Сальвадор | 1:2  | 1:3       | Чемпионат мира 2018 квалификация |
| 02. | 16 июля 2017    | Аламодоум, Сан-Антонио, США                 | Кюрасао   | 0:1  | 0:1       | Золотой кубок КОНКАКАФ 2017      |

## Достижения
Международные
 Мексика
- Золотой кубок КОНКАКАФ — 2017